# Ticò Blanc
El Ticò Blanc és una muntanya de 2.162 metres que es troba al municipi de Naut Aran, a la comarca de la Vall d'Aran. Està situat a la serra de Mont-romies.